# James Leonard Corning

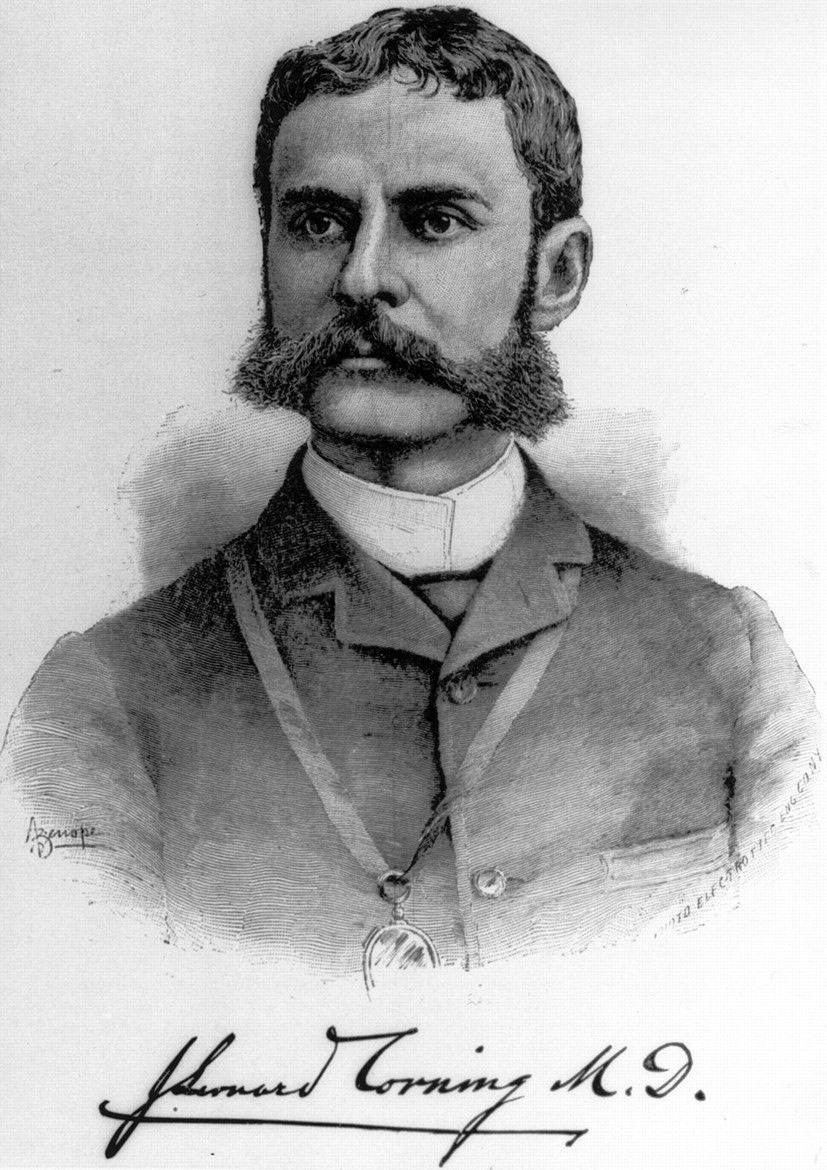
J. Leonard Corning, um 1900

James Leonard Corning (* 1855 in Stamford (Connecticut); † Oktober 1923 in Morristown) war ein amerikanischer Neurologe und führte die erste rückenmarksnahe Regionalanästhesie durch.
Nach dem Ausbruch des amerikanischen Bürgerkrieges (1861) übersiedelte Cornings Familie nach Deutschland, wo er Chemie am Stuttgarter polytechnischen Institut, Physiologie in Heidelberg sowie Pathologie in Würzburg studierte. Nach der Approbation als Arzt 1878 folgten Aufenthalte in Wien, Paris und London. Nach der Rückkehr in die Vereinigten Staaten spezialisierte sich Corning auf Nervenkrankheiten, wozu er zahlreiche Artikel und mehrere Bücher veröffentlichte.
Corning ist hauptsächlich durch seine Versuche zur Spinalanästhesie bekannt, die er 1885 in New York durchführte und bald darauf auch von der Fachwelt wahrgenommen wurden. Seine Versuche, bei denen er rückenmarksnah Kokain injizierte, gelten als die ersten publizierten zum Prinzip der durch Injektion eine Lokalanästhetikums in den Rückenmarkskanal erzielbaren Spinalanästhesie. Ob diese jedoch tatsächlich gelang, ist umstritten. Zumindest hat es sich dabei um die erste erfolgreiche Periduralanästhesie beim Menschen gehandelt. Nach Quinckes Arbeiten zur Lumbalpunktion 1891 systematisierte Corning seine Versuche zur Spinalanästhesie. Im Anschluss an die Veröffentlichung von August Bier, der 1898 eine Spinalanästhesie in Kiel durchführte, entwickelte sich eine Kontroverse um das erste erfolgreich durchgeführte Anästhesieverfahren dieser Art, was sowohl Bier als auch Corning für sich beanspruchten. Heute wird Corning die Schaffung der experimentellen und theoretischen Voraussetzungen für die Spinalanästhesie zugeschrieben, Bier die erfolgreiche Anwendung und anschließende Etablierung des Verfahrens in der Klinik.
Einer damaligen Strömung folgend, die eine vermehrte Durchblutung des Gehirns als Ursache von Anfallsleiden ansah, entwickelte Corning in den 1880er Jahren auch mehrere Instrumente zur Kompression der Halsschlagader. Zu diesen Apparaten gehörte unter anderem ein gabelartiges Kompressionsinstrument zur akuten Anfallsbehandlung sowie ein einstellbares gürtelartiges Instrument, das den Hals umfassend zur dauerhaften Kompression zur prophylaktischen Behandlung dienen sollte. Corning meinte hierdurch eine Reduktion von Anfallsdauer bzw. Anfallsfrequenz erreichen zu können. Er entwickelte diesen Ansatz später in Kombination mit anderen Methoden zur Reduktion der Hirndurchblutung (wie zum Beispiel eine transkutane elektrische Stimulation des Vagusnervs) weiter. Nebeneffekte dieser bereits Ende des 19. Jahrhunderts wieder verlassenen Behandlungsmethoden waren Bradykardie, Schwindel und Synkopen.
Corning war ab 1883 verheiratet mit Julia geborene Crane aus Morristown. Er starb auf seinem Sommersitz in Morristown.

## Schriften (Auswahl)
- Brain-rest. G. P. Putnam’s Sons, New York 1883.
- Brain Exhaustion, with some preliminary considerations on cerebral dynamics. D. Appleton, New York 1884.
- Spinal anaesthesia and local medication of the cord. In: New York Medical Journal. Band 42, 1885, S. 483 ff.
- Local anaesthesia in general medicine and surgery, being the practical application of the author’s recent discoveries. D. Appleton and Co., New York 1885.
- A treatise on headache and neuralgia, including spinal irritation and a disquisition on normal and morbid sleep. EB Treat, New York 1888.
- A treatise on hysteria and epilepsy, with some concluding observations on epileptic insomnia. GS Davis, Detroit 1888.
- Pain in its neuro-pathological, diagnostic, medico- legal and neuro-therapeutic relations. JB Lippincott, Philadelphia 1894.[8]